# 陸廣 (弘治進士)
陸廣（1454年—1511年），字士弘，號新斋，直隸常州府無錫縣梅李村（今江蘇省無錫市人，明朝政治人物，官至江西南康府知府。

## 生平
成化十年（1574年）甲午科應天府鄉試第一百三名舉人。弘治三年（1490年）庚戌科進士。户部觀政，以例歸省。四年（1491年）丁母憂，服闋，弘治八年（1495年）授戶部山西司主事，监管太仓出纳，十年监兑于小滩。十二年巡视京畿各府诸仓，十三年升廣東司员外郎，十五年陞湖廣司郎中，本年出知南康府，因幼子陸衢溺水而死，这年冬天乞求致仕，次年獲准歸，卒年五十八。

## 家族
曾祖陸孟謙；祖父陸安，字永寧，官臨清縣丞；父陸民表，母趙氏。慈侍下。兄陸序。弟陸廉。